# SummerSlam (1991)
SummerSlam 1991 fue la cuarta edición de SummerSlam, un evento pago por visión de lucha libre profesional producido por la World Wrestling Federation (WWF). Tuvo lugar el 26 de agosto de 1991 desde el Madison Square Garden en Nueva York.

## Resultados
- Dark Match: Koko B. Ware derrotó a Kato (6:03)
  - Koko B. Ware cubrió a Kato.
- The British Bulldog, Ricky Steamboat y The Texas Tornado derrotaron a The Warlord y Power and Glory (Paul Roma y Hercules) (w/Slick) (10:43)
  - Steamboat cubrió a Roma después de un "High Crossbody".
- Bret Hart derrotó a Mr. Perfect (w/Coach) ganando el Campeonato Intercontinental de la WWF (18:04)
  - Hart forzó a Perfect a rendirse con el "Sharpshooter".
- The Natural Disasters (Earthquake y Typhoon) (w/Jimmy Hart) derrotaron a The Bushwhackers (Butch y Luke) (w/André the Giant) (6:27)
  - Earthquake cubrió a Luke después de un "Earthquake Splash".
  - Después de la lucha, The Natural Disasters arrinconaron a André, pero The Legion of Doom acudió a su rescate.
- Virgil derrotó a Ted DiBiase (w/Sensational Sherri) ganando el Campeonato del Millón de Dólares (13:11)
  - Virgil cubrió a DiBiase después de enviarlo hacia un esquinero sin protección.
- The Big Boss Man derrotó a The Mountie (w/Jimmy Hart) en un "Jailhouse Match" (9:38)
  - Boss Man cubrió a Mountie después de un "Double-leg Slam".
  - El perdedor del combate tuvo que pasar 24 horas en la cárcel.
- The Legion of Doom (Hawk y Animal) derrotó a The Nasty Boys (Brian Knobbs y Jerry Sags) en una Street Fight ganando el Campeonato en Parejas de la WWF (7:45)
  - Animal cubrió a Sags después de un "Doomsday Device".
- Irwin R. Schyster derrotó a Greg Valentine (7:07)
  - I.R.S. cubrió a Valentine con un "Roll-Up".
- Hulk Hogan y The Ultimate Warrior derrotaron a Sgt. Slaughter, Colonel Mustafa y General Adnan (w/Sid Justice como Árbitro Especial) en una Handicap Match (12:40)
  - Hogan cubrió a Slaughter después de un "Atomic Leg Drop".

## Otros roles
| Comentaristas - Gorilla Monsoon - Bobby Heenan - Roddy Piper Entrevistadores - Mike Adamle - Sean Mooney - "Mean" Gene Okerlund Anunciadores - Howard Finkel | Árbitros - Danny Davis - Earl Hebner - Joey Marella Otros - Tony Garea - Rene Goulet - Pat Patterson |